# Lico Kaesemodel
Orlando Otto Kaesemodel Neto, também conhecido como Lico Kaesemodel (Curitiba, 10 de maio de 1983) é um automobilista brasileiro.
Também é responsável pelo Instituto Lico Kaesemodel, uma ONG sem fins lucrativos que leva seu nome. Em 2010 recebeu o certificado "Selo Verde" do Instituto Ecoplan, que ajuda a identificar empresas ou pessoas com responsabilidade social ambiental.
Em 2011 fechou um convênio com a equipe do Atlético Paranaense para estampar o escudo do time em seu carro. No dia 19 de março, exibiu seu carro na Arena da Baixada antes da partida da equipe contra o Operário.
É primo do ator Alexandre Slaviero.

## Trajetória esportiva
Começou no kart em 1995, aos 12 anos. Nesta modalidade conquistou diversos títulos. Em 2004 passou para o Troféu Maserati, onde conquistou o título com quatro vitórias em sete provas. Já em 2005, disputou uma prova na Itália com ex-pilotos da Fórmula 1, como o inglês Johnny Herbert e o finlandês Mika Salo, e cruzou a linha de chegada em sexto lugar.
Foi para a Stock Car Light em 2006, quando terminou a temporada em sexto lugar. Desde 2007 pilota o carro 63 pela equipe AMG Motorsports, como parceiro do multi-campeão Ingo Hoffmann.
Em 2008 disputou também a Copa Vicar, onde terminou em quarto lugar, e a GT3 Brasil Championship, categoria de Gran Turismo, onde terminou em sétimo lugar (disputou apenas metade das 16 provas da rodada dupla), conquistando uma vitória em São Paulo e outra em Curitiba a bordo de um Dodge Viper com Alceu Feldmann, dois segundos e um terceiro lugar.
Seu melhor resultado na categoria principal foi um quarto lugar conquistado na última etapa de 2008, que marcou a despedida de seu companheiro, o super campeão Ingo Hoffmann. Junto com seu pai, fez uma surpresa na corrida de despedida de Ingo Hoffmann: mandou customizar o Opala com o qual Ingo foi campeão da categoria em 1980.
Na temporada de 2009 tem como companheiro de equipe o sorocabano Átila Abreu, revelação da temporada 2008 e o mais jovem da categoria. Disputou a primeira etapa de 2009 da GT3 a bordo de um Porsche, ao lado de Thiago Camilo, terminando a etapa em segundo lugar.
Em 2010 deixou a AMG Motorsports e passou a integrar a equipe RCM Motorsport, ao lado de Alceu Feldmann. Em 2011, Feldmann deixou a equipe e em seu lugar entrou Thiago Camilo, que já havia sido parceiro de Kaesemodel em uma etapa da GT3 em 2009.
É patrocinado pela SASCAR Rastreamentos desde os tempos do kart; a empresa pertence a seu pai. Usa o número 63 desde o período em que corria de kart.
É o recordista de provas disputadas em 2008: 29, sendo 12 na Copa Nextel, 9 na Copa Vicar e 8 na GT Brasil.